# Age of the Joker
Albums de Edguy
Tinnitus Sanctus
(2008) Space Police - Defenders of the Crown
(2014)
Age of the Joker est le dixième album studio du groupe de power metal allemand Edguy, sorti le 26 août 2011 chez Nuclear Blast. Il est considéré par de nombreux fans comme le meilleur album depuis Mandrake, Hellfire Club ou Rocket Ride, déçus par la période Tinnitus Sanctus. Edguy continue ici dans sa lancée heavy metal, tout en gardant des morceaux très power metal, comme The Arcane Guild par exemple. 

## Membres
- Tobias Sammet - Chant
- Jens Ludwig - Guitare solo
- Dirk Sauer - Guitare rythmique
- Tobias « Eggi » Exxel - Basse
- Felix Bohnke - Batterie

### Invités
- Eddy Wrapiprou – Synthétiseurs

## Liste des morceaux
1. Robin Hood
2. Nobody's Hero
3. Rock Of Cashel
4. Pandora's Box
5. Breathe
6. Two Out Of Seven
7. Faces In The Darkness
8. The Arcane Guild
9. Fire On The Downline
10. Behind The Gates To Midnight World
11. Every Night Without You